# 手形からみでん
手形からみでん（てがたからみでん）は秋田県秋田市にある町。郵便番号は010-0861。住居表示実施済み。

## 地理
秋田市の東部、手形地域の中では北部に位置する。西端は旭川に、東端は旧秋田県道144号五城目北ノ又秋田線（現在は秋田市道）に面している。旧県道沿いに古い商店街が残る他は住宅地となっている。
町の基となったのは旧手形字搦田（からみでん）だが、かつては旭川の対岸に手形字向搦田（むかいからみでん）という地区も存在した。しかし1980年（昭和55年）の住居表示実施に伴う区画整理で、旭川右岸域はすべて泉地区とされ、字向搦田は泉馬場・泉東町に編入された。
西は旭川を挟んで泉馬場（僅かに保戸野金砂町）、北は旭川南町、東は手形田中、南は手形休下町、南西はJR奥羽本線を挟んで千秋中島町に接する。

## 歴史
1828年（文政11年）に描かれたとされる「羽州久保田大絵図」に「カラミ田村」という記載があり、手形村の枝郷と考えられる。同絵図には「搦田御休」「同御庭」「須田内記下屋敷」も近くに見られる。
地名の由来は、旧字名の「搦田」から。

### 沿革
- 1966年（昭和41年）4月1日 - 住居表示実施に伴い、手形からみでんが成立する。

### 町名の変遷
以下はすべて住居表示実施に伴う変更。
| 実施後         | 実施年月日     | 実施前（各町・字ともその一部）      |
| -------------- | -------------- | ----------------------------------- |
| 手形からみでん | 昭和41年4月1日 | 新中島土手町 しんなかじまどてちょう |
| 手形からみでん | 昭和41年4月1日 | 手形字上川原 てがた あざかみかわら  |
| 手形からみでん | 昭和41年4月1日 | 手形字搦田 てがた あざからみでん    |
| 手形からみでん | 昭和41年4月1日 | 手形字田中 てがた あざたなか        |
| 手形からみでん | 昭和41年4月1日 | 手形休下町 てがたきゅうかまち       |

## 世帯数と人口
2016年（平成28年）10月1日現在の世帯数と人口は以下の通りである。
| 町丁           | 世帯数  | 人口  |
| -------------- | ------- | ----- |
| 手形からみでん | 269世帯 | 437人 |

## 交通

### 鉄道
南西端で僅かに奥羽本線と接しているが、町内に駅は無い。最寄り駅は中通七丁目にあるJR奥羽本線・羽越本線・秋田新幹線の秋田駅。

### バス
- 秋田中央交通
  - 仁別リゾート公園線、秋田温泉線
    - - 田中入口 - からみでん -

### 道路
- 秋田県道15号秋田八郎潟線（北東端のからみでん交差点のみ）
- 都市計画道路明田外旭川線（旭川橋）

## 施設
- 岩戸神社
- 北都銀行手形北支店手形北出張所（店舗外ATM）
- 手形歯科診療所